# الصهيونية في العراق
الصهيونية في العراق، وهي حركة قومية إثنية-ثقافية أوروبية في القرن التاسع عشر، سعت إلى إقامة دولة يهودية عبر استعمار فلسطين (توضيح)، بدأت بالتغلغل البطيء إلى العراق عند مطلع القرن العشرين.

## التاريخ
بدأ النشاط الصهيوني الحديث في العراق حوالي عام 1898 مع أهارون ساسون بن إلياهو ناحوم [خطأ: تحقق من وسيط ورمز اللغة] (حوالي 1872–1962) المعروف بـها-مورِه (המורה "المعلّم")، أول مُروّج عراقي للصهيونية. في عام 1919، وجّه أول إعلان نية لتأسيس منظمة صهيونية في العراق في رسالة من بغداد إلى لجنة المندوبين الصهيونية في يافا، بهدف تشجيع اليهود على تعلم اللغة العبرية والهجرة إلى فلسطين.
على الرغم من أن يهود العراق بدأوا بالتعرف على الحركة الصهيونية وتأسيس المنظمة الصهيونية العالمية (المعروفة بعد عام 1960 بهذا الاسم) من خلال الصحف والمجلات العبرية الصادرة في أوروبا وفلسطين في القرن التاسع عشر، إلا أن اتصالهم المباشر بالمنظمة لم يحدث إلا في عام 1913. في تلك السنة، طلب يهود البصرة وبغداد معلومات من الحركة الصهيونية وقدموا تبرعات لصناديقها. وبحلول نهاية 1913، افتتح الصهاينة في البصرة مدرسة حديثة لتعليم اللغة العبرية. توقفت هذه الأنشطة عندما حظرت السلطات العثمانية النشاط الصهيوني خلال الحرب العالمية الأولى.

### 1942–1952
في عام 1942، وبعد توقف دام سبع سنوات، استؤنفت الأنشطة الصهيونية، وهذه المرة بمبادرة من الييشوف في فلسطين وبصورة حركة سرية. كانت أحداث الشغب في 1–2 يونيو 1941، المعروفة باسم الفرهود، دافعًا رئيسيًا لتجديد الجهود الصهيونية في العراق. أرسلت المؤسسات الصهيونية مبعوثين . وصل شاؤول أفيغور (1899–1978) من منظمة الموساد السرية إلى بغداد في مارس 1942 لإجراء اتصالات مع الطائفة اليهودية في العراق. وفي أبريل 1942، وبعد عودة أفيغور إلى فلسطين، أُرسل كل من شماريا غوتمن (1909–1996)، عزرا قدوري (1914–2000)، وإنزو سيريني (1905–1944) إلى العراق لتأسيس حركة هحالوتس السرية، وغالبًا ما تُسمى  "الحركة") لإعداد يهود العراق للهجرة إلى فلسطين.